# DCカード
DCカード（ディーシーカード）とは、三菱UFJニコス株式会社及びDCカードグループが発行するクレジットカードである。

## 概要
旧 三菱銀行（現・三菱UFJ銀行）系のクレジットカード会社として「ダイヤモンドクレジット株式会社」が設立された。DCカードはダイヤモンドクレジット株式会社（後に株式会社ディーシーカードを経てUFJニコス株式会社（現：三菱UFJニコス）に吸収合併）が発行していた「ダイヤモンドカード」の後身であり、1984年に名称を「DCカード」に変更した。
国際ブランドは、VISA又はMasterCardから選択（カードによっては同時保有も）が可能。MasterCardについては日本で最も早く1969年から（当時のブランド名は「MasterCharge」）、VISAは銀行系としては住友クレジットサービス（現在の三井住友カード）に次いで日本で二番目（国際ブランドのデュアル発行は銀行系初）となる1989年から発行開始。
ポストペイ型電子マネーとしてVISAブランドのみVisa Touchに対応していたが、2013年3月31日に新規入会受付が、2014年6月30日にサービス自体が終了する事が発表された。既存の他サービス（QUICPayやiD）へ移行するのか、ポストペイ決済から撤退するのかは明らかにされていない。
テレビコマーシャルには、15年以上にわたり俳優の中井貴一を起用し、特にカッパとタヌキとの珍道中を描いたシリーズは10年以上続いた。中井は2007年で一旦降板するが、カッパとタヌキは引き続きイメージキャラクターとして起用されていた。2012年からは中井が復帰しており、加えて本田望結が花嫁姿で登場している。
2019年現在は、中井と広瀬すずが共演。カッパとタヌキも登場する。

## クレジットカード
DCカード（一般）
年会費1,250円（税抜）。最もベーシックなカード。DCカードの付帯サービスのほとんどが利用できる。
DCカード・ニューズ
年会費1,500円（税抜）。ニューズの英語表記はN・E・W・Sとなっている。DCカードに最高2,000万円の海外・国内旅行傷害保険と100万円までのショッピングセイバー（買物保険）を付帯。ゴールドカードのサービスに似ているが傷害保険、買物保険の保証額が低い、空港ラウンジが使えない、会員情報誌は無いといった違いがある。
DCカード・エスプリ
年会費無料。学生向けカードで在学中は年会費が無料となる。
DCカード・エスプリ・ニューズ
年会費250円（税抜）。学生向けカードで海外・国内旅行傷害保険とショッピングセイバー（買い物保険）を付帯。
DCカード・ジザイル
年会費無料。支払がリボルビング払いとなるカード。海外旅行傷害保険（国内は対象外）とショッピングセイバー（買い物保険）を付帯。
DCゴールドカード
年会費10,000円（税抜）。ゴールドカード。
DCカードの基本サービスの他、最高5,000万円の海外・国内旅行傷害保険とショッピングセイバー（買い物保険）を付帯。国内空港の専用ラウンジ利用可、会員情報誌「GRAN」などゴールド特典が付く。
DCゴールドカード・ヴァン
年会費3,000円（税抜）。20歳代向けゴールドカード。ゴールドカードと同等のサービス内容が付帯されるが、海外・国内旅行傷害保険の限度額が3,000万円になる。

### 過去に発行していたクレジットカード
DCカード2（リボルビング払い専用タイプ）
リボ払い専用カードで、単独で持つことはできず既に持っているDCカードに追加して発行するカード。国内・海外両方の店頭で1回払で使っても自動的にリボ払いの請求になる。新規入会受付は2017年10月31日をもって終了、2023年9月30日でカードの取り扱いが終了となった。
DCカード2（2回払い専用タイプ）
年会費無料。2回払い専用カードで、単独で持つことはできず既に持っているDCカードに追加して発行するカード。国内・海外両方の店頭で1回払で使っても自動的に2回払いの請求になり手数料は無料。またボーナス1回払いで使うと自動的にボーナス2回払いの請求になり、2回目の請求に対し手数料がかかる。リボルビング払い取扱いの認可が下りた1992年から申込受付を中止し、2009年11月30日で廃止となった。
DCシネマクラブカード年会費4,462円（税込）。年間2枚の無料シネマクーポン、隔月の映画情報誌、「DCハッピープレゼント」のポイントを映画鑑賞券に交換可能、映画ファンオリジナルイベント、新作映画試写会への優先招待等の特典が付く。
DCシネマクラブ自体は年会費3,150円で、継続提供している。
DCゴールドカードノブレスゴールドカード会員の中で年収やカードの利用状況等の特別な条件を満たした者にDCカードからの招待状を受ける形で発行が許されるスーパーゴールドカード。現在でいうプラチナカードに相当する。現在は新規発行は行われていない。

## 三菱UFJニコスの提携カード
三菱UFJニコスが発行するDCカードブランドの提携カードは以下のとおり
- 東京大学卒業生カード（東京大学）
- 如水会会員証カード（一橋大学）
- 東京電力Switch!カード（東京電力）
- JAF・DCカード、JAF ETC会員カード（日本自動車連盟）
- NetMileカード（ネットマイル）
- JRAカード（JRAシステムサービス）
- JALカード（JALカード）
- MSNカード（マイクロソフト）
- DC・Honda Cカード（本田技研工業）
- DIA（ディア）カード（三菱自動車工業）
- GDOカード（ゴルフダイジェスト・オンライン）
- SKYPASS DCカード（大韓航空）
- Alitalia/DCマスターカード（アリタリア航空）
- ワコールエクセレントクラブカード（ワコール）
- 丸の内カードDC（三菱地所ビルマネジメント）

## ポイントサービス
DCカードでの決済1,000円につき1ポイント獲得できる「DCハッピープレゼント」が提供されている。「商品交換コース」と航空会社のマイルや他社のポイントへ移行できる「ハッピースウィングコース」がある。

## 付帯サービス
- DC Webサービス - インタネットサービスデスク。PCと携帯電話のインターネット閲覧機能を使って、支払い方法の変更申し込みなどができる。
- 皆リボくん - あらかじめ申請しておくことで、購入時に「一回払い」と申請した決済を全てリボルビング払いにできる。
- ゆとリボくん・ゆと割くん
- 借りスマくん - キャッシングサービス
- DCギャザ! - 株式会社ネットプライス
- DCフラワーサービス
- DCチケットサービス
- DCシネマクラブ
- 会員情報誌「DCmail」
- 引越サービス
- 介護相談サービス
- 国際電話サービス
- 国際電話通訳サービス
- DC弁護士紹介サービス
- DC海外パックサービス
- DC保険サービス
- DCタクシーチケット
- DCキャッシュバックサービス
- 海外レンタカー優待割引サービス
- どうぶつ健保優待サービス

### ゴールド会員の特典
保険については、上記カード一覧のように、金額が制限されるものの、一部の一般カードでも利用できる。
- 海外旅行保険
- 国内旅行傷害保険
- ショッピングセイバー（買い物保険）
- ホームセキュリティーサービス
- DCパール倶楽部
- 会員情報誌「Gran」（年10回）
- DCエアポートサービス
- DCホテル優待クーポン（2007年3月31日（土）をもって終了）
- 東急ホテルズチケット20